# Chetogena biserialis
Chetogena biserialis là một loài ruồi trong họ Tachinidae.